# 입양하세요!
입양하세요!(영어: Adopt Me! 어돕트 미![*])는 Uplift Games가 게임 및 게임 개발 플랫폼 로블록스를 통해 개발한 대규모 다중 사용자 온라인 게임이다. 총 방문자 수는 약 402억 명이다.

## 게임 방법
이 게임은 알에서 부화하는 다양한 종류의 애완동물을 입양하고 돌보는 것이 목적이다. 일부 애완동물은 로블록스의 가상화폐인 Robux로만 구매가 가능하다. 애완동물은 희귀성과 비용에 따라 common, uncommon, rare, ultra-rare, legendary, 총 5개의 등급으로 구분된다. 일단 부화하면 애완동물은 새끼부터 시작하여 성장해 어린이, 10대를 거쳐 성체가 된다. 플레이어가 같은 유형의 완전히 성장한 4마리의 애완동물을 가지고 있는 경우 이를 결합하여 "네온" 애완동물을 만들 수 있으며, 완전히 자란 네온 애완동물 4마리를 결합하여 "메가 네온" 애완동물을 만들 수 있다. 게임 내 구매는 Robux나 "Bucks"라고 불리는 Adopt Me!의 가상화폐를 통해 이루어진다. 식욕, 샤워과 같은 애완동물의 필요를 충족시켜주면 돈을 벌 수 있다. 또한 동물들을 입양하고 다른 사용자들과의 거래도 가능하다.

## 논란
- 플레이어끼리의 펫 거래 중 사기를 치는 유저들이 많아지면서 입양하세요!의 싫어요 수는 급격히 증가하였다.
- 펫 거래가 대한민국 법률에 의해 대한민국에서 금지되어 크게 논란이 된 적이 있었다. 그래서 몇몇 사람들은 VPN을 사용해서 거래를 계속 하고 있다.

## 같이 보기
- 로블록스
- 로블록스 게임 목록